# Чотири грона винограду
«Чотири грона винограду» (ісп. Cuatro racimos de uvas colgando) — картина іспанського живописця Хуана Фернандеса («Ель Лабрадор»). Створена близько 1636 року. Зберігається у Музеї Прадо в Мадриді (інв. ном. P7903).

## Опис
«Ель Лабрадор» спеціалізувався на натюрмортах. Його робіт збереглось зовсім небагато, не більше тридцяти. Найвідоміша з них, з виноградом, перебуває в музеї Прадо. Грона винограду, як мотив натюрморту, стали використувуватися наприкінці 16 — на початку 17 століть. У своїх ранніх роботах Лабрадор малював лише виноград. Крупні грона немовби висять у темряві, у порожньому просторі. Гра світла створює додатковий ефект «обманки». Детальна увага приділяється поверхні шкірки винограду, підкреслюється напівпрозорість і різний колір кожної ягоди. Художник усіляко демонстрував свою майстерність у передачі текстури і стиглості плоду.